# Allomyia scotti
Allomyia scotti là một loài Trichoptera trong họ Apataniidae. Chúng phân bố ở miền Tân bắc.